# Iglesia de San Pedro Apóstol (Sinués)
La iglesia de San Pedro Apóstol es una iglesia católica situada en el pueblo de Sinués, municipio de Aísa, en la Provincia de Huesca, España. Se trata de la iglesia parroquial de esa población. Está considerado como bien catalogado por el Gobierno de Aragón.
En 2014 fue incluido como parte del catálogo de bienes asociados en el Patrimonio de la Humanidad dentro del sitio conocido como Caminos de Santiago en España. Aunque el Camino discurre a unos 10 km de distancia del pueblo, sí que pasa por el término municipal de Aísa, al que pertenece Sinués.

## Descripción
Se trata de una compacta construcción gótica de nave única y ábside poligonal, reforzado exteriormente por contrafuertes. Cuenta, además, a los pies con un atrio de entrada y una torre de planta cuadrada y tres cuerpos en altura, así como una sacristía adosada a la cabecera.
La nave se cubre con bóvedas de crucería de distintos tipos y presenta capillas abiertas en el lado del Evangelio. En el último tramo de la nave se eleva el coro alto, cerrado por un antepecho con decoración renacentista de carácter clasicista, con una amplia escalera de subida que concluye en una monumental portada de acceso de madera.
El actual pavimento de madera que recubre la iglesia está colocado sobre un suelo enmorrillado, que forma motivos florales y geométricos.
Su fábrica es de sillarejo. En su exterior, muy sobrio, destaca la portada occidental cobijada por el atrio, abierta en arco carpanel rematado por gablete enmarcado por una moldura.
A la izquierda de la portada se encuentra, empotrado, un tímpano decorado con crismón, perteneciente a la antigua construcción románica, que fue sustituida en el siglo XVI por la actual gótica.
La capilla de los Aísa, segunda contando desde el presbiterio, acusa la influencia de la capilla renacentista de San Miguel, de la catedral de Jaca, realizada por el escultor florentino Juan de Moreto. Aunque su estructura arquitectónica es mucho más sencilla y retardataria, presenta elementos de interés como las pilastras cajeadas que enmarcan el acceso (ligeramente apuntado), el sencillo entablamento y el ático dispuesto entre volutas.
También la decoración de los elementos de madera del coro presenta similar influencia, que se ha atribuido al trabajo del escultor y albañil Pedro de Lasaosa, discípulo de Moreto en Jaca.

## Historia
La actual iglesia se construyó en el emplazamiento de una antigua iglesia románica. Se trata de un edificio tardogótico, cuya construcción comenzó hacia mediados del siglo XV y finalizó presumiblemente en 1584, según la fecha que consta grabada en su exterior. 
La primera etapa constructiva del edificio se manifiesta en la portada de acceso y en los cierres de piedra calados de sus vanos exteriores. La bóveda y la capilla de los Aísa son del siglo XVI. La embocadura de dicha capilla y el coro alto presentan influencias del trabajo del escultor Juan de Moreto en la capilla de San Miguel de la catedral de Jaca. Se cree por ello que fueron obra de su discípulo Pedro de Lasaosa, al que se ha atribuido la construcción del coro a mediados del siglo XVI.